# Lương Chiên
Lương Chiên (tiếng Trung: 梁鱣; bính âm: Liang Shan; 522 TCN/512 TCN - 440 TCN), hay Lương Lý (tiếng Trung: 梁鯉; bính âm: Liang Li), tự Thúc Ngư (叔魚), tôn xưng Lương Tử (梁子) người nước Tề thời Xuân thu, là một trong thất thập nhị hiền của Nho giáo.

## Cuộc đời
Lương Chiên kém Khổng Tử 29 tuổi. Vương Túc lại cho rằng Lương Chiên kém Khổng Tử 39 tuổi, theo học Khổng Tử vào thời Tề Cảnh công.. Năm 72, thời Hán Minh Đế, Lương Chiên được phối thờ trong Khổng miếu.